# Canvey Island FC
Canvey Island FC (celým názvem: Canvey Island Football Club) je anglický fotbalový klub, který sídlí ve městě Canvey Island v nemetropolitním hrabství Essex. Založen byl v roce 1926. Od sezóny 2018/19 hraje v Isthmian League North Division (8. nejvyšší soutěž). Klubové barvy jsou žlutá a modrá.
Své domácí zápasy odehrává na stadionu Park Lane s kapacitou 4 100 diváků.

## Získané trofeje
- FA Trophy ( 1× )
  - 2000/01
- Essex Senior Cup ( 4× )
  - 1998/99, 1999/00, 2001/02, 2011/12

## Úspěchy v domácích pohárech
Zdroj: 
- FA Cup
  - 3. kolo: 2001/02
- FA Trophy
  - Vítěz: 2000/01
- FA Vase
  - Semifinále: 1992/93

## Umístění v jednotlivých sezonách
Stručný přehled
Zdroj: 
- 1963–1964: London League (Division One)
- 1964–1971: Greater London League (Section A)
- 1971–1974: Metropolitan-London League (Division One)
- 1975–1994: Essex Senior League
- 1994–1995: Isthmian League (Third Division)
- 1995–1996: Isthmian League (Second Division)
- 1996–1997: Isthmian League (First Division)
- 1997–1998: Isthmian League (Second Division)
- 1998–1999: Isthmian League (First Division)
- 1999–2004: Isthmian League (Premier Division)
- 2004–2006: Conference National
- 2006–2008: Isthmian League (Division One North)
- 2008–2017: Isthmian League (Premier Division)
- 2017–2018: Isthmian League (Division One North)
- 2018– : Isthmian League (North Division)

Jednotlivé ročníky
Zdroj: 
Legenda: Z - zápasy, V - výhry, R - remízy, P - porážky, VG - vstřelené góly, OG - obdržené góly, +/- - rozdíl skóre, B - body, červené podbarvení - sestup, zelené podbarvení - postup, fialové podbarvení - reorganizace, změna skupiny či soutěže
| Sezóny  | Liga                                 | Úroveň | Z  | V  | R  | P  | VG  | OG | +/- | B  | Pozice |
| ------- | ------------------------------------ | ------ | -- | -- | -- | -- | --- | -- | --- | -- | ------ |
| 2009/10 | Isthmian League (Premier Division)   | 7      | 42 | 13 | 11 | 18 | 57  | 62 | -5  | 50 | 16.    |
| 2010/11 | Isthmian League (Premier Division)   | 7      | 42 | 21 | 10 | 11 | 69  | 51 | +18 | 73 | 6.     |
| 2011/12 | Isthmian League (Premier Division)   | 7      | 42 | 22 | 5  | 15 | 66  | 55 | +11 | 71 | 8.     |
| 2012/13 | Isthmian League (Premier Division)   | 7      | 42 | 18 | 10 | 14 | 60  | 55 | +5  | 64 | 8.     |
| 2013/14 | Isthmian League (Premier Division)   | 7      | 46 | 17 | 11 | 18 | 65  | 65 | 0   | 62 | 13.    |
| 2014/15 | Isthmian League (Premier Division)   | 7      | 46 | 14 | 11 | 21 | 61  | 77 | -16 | 53 | 17.    |
| 2015/16 | Isthmian League (Premier Division)   | 7      | 46 | 17 | 9  | 20 | 69  | 89 | -20 | 60 | 14.    |
| 2016/17 | Isthmian League (Premier Division)   | 7      | 46 | 13 | 13 | 20 | 63  | 92 | -29 | 52 | 22.    |
| 2017/18 | Isthmian League (Division One North) | 8      | 46 | 24 | 8  | 14 | 100 | 65 | +35 | 80 | 6.     |
| 2018/19 | Isthmian League (North Division)     | 8      | 38 |    |    |    |     |    |     |    |        |